# Hugo Mann
Hugo Mann (Laupheim, 17 de novembro de 1913 – Baden-Baden, 20 de dezembro de 2008) foi um empresário alemão.
Mann fez primeiro um aprendizado como carpinteiro na empresa de seu avô. Em 1938 fundou sua primeira empresa de móveis na Kaiserpassage em Karlsruhe. Em 1950 abriu a primeira loja de departamentos de móveis na Kaiserstraße. O negócio tornou-se particularmente bem-sucedido porque a empresa entregava as mercadorias diretamente em casa. Em 1958 abriu em Karlsruhe na Durlacher Allee a primeira loja Wertkauf. Na década de 1960 a Mann expandiu-se pela Alemanha. Na época adquiriu a área da Weinweg, que foi um dos primeiros empresários com base no modelo americano a transformá-la em um shopping de móveis. Em 1961 a administração também estava localizada na Durlacher Allee.
Em 1970 abriu em Karlsruhe a primeira Mann Mobilia. Logo depois foram abertas outras lojas em Wiesbaden e Mannheim. Em 1975 Mann comprou dois terços da rede estadunidense FedMart. Mann, que se fixou em Baden-Baden, retorou-se dos negócios em 1989. Em 1997 a Wertkauf foi vendida por 500 milhões de dólares (1,5 bilhão de marcos) para a rede estadunidense Walmart. Em julho de 2005 a Mann Mobilia foi vendida por 240 milhões de dólares para o grupo autríaco XXXLutz.

## Família
Foi casado com Rosemarie, filha de Hanns Porst, fundador da Photo Porst.